# Кривошин
Кривошин (бел. Крывошын) — деревня в Ляховичском районе Брестской области Белоруссии. Административный центр Кривошинского сельсовета. Население — 430 человек (2019).

## География
Кривошин находится в 20 км к юго-западу от города Ляховичи. Местность принадлежит к бассейну Немана, деревня стоит на правом берегу небольшой реки Липнянка, притока Щары. Ниже Кривошина на Липнянке запруда и небольшое водохранилище. Через деревню проходит местная автодорога Ляховичи — Кривошин — Липск.

## История

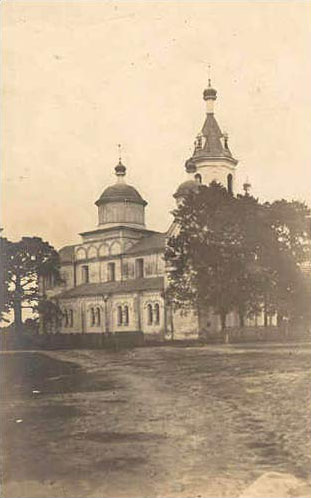
Покровская церковь на фото времён Первой мировой войны

История Кривошина тесно связана с историей поместья Репихово, остатки которого находятся рядом с современным Кривошином. Репихово — одно из старейших поселений региона, некоторые источники связывают его название с сыном Миндовга Репикасом. В 1481 году Репухов упомянут в метрике Великого княжества Литовского, как владение Ивана Ильинича. Последний представитель рода Ильиничей Юрий, умерший в 1569 году, не имея наследников, завещал все владения Николаю Радзивиллу Сиротке. В 1584 году М. К. Радзивилл даровал село Репихово иезуитам из Несвижа.
С XVII века наряду с Репиховым упоминается и соседнее поселение Кривошин. В 1670 году иезуиты построили в Кривошине костёл, в 1740 году на его месте они выстроили новый каменный католический храм в стиле барокко.
В 1772 году король Станислав Август Понятовский передал местечко А. Тизенгаузу, позднее имение перешло в собственность рода Потоцких.
После второго раздела Речи Посполитой (1793) Репихово и Кривошин в составе Российской империи, входили в состав Новогрудского уезда Минской губернии.
В 1800—1809 годах в имении Репихово прошли детские годы поэта Яна Чечота.
В 1860-е годы владельцем имения стал граф К. К. Потоцкий, который выстроил во второй половине XIX века новую дворянскую усадьбу и заложили пейзажный парк
Во время восстания 1863 года около Кривошина состоялся бой между повстанцами под командованием Б. Миладовского и российскими войсками. После поражения восстания католический храм в Кривошине был закрыт и перестроен под православную церковь, после чего освящён под именем Покровской церкви. Перестройка внесла в барочное сооружение черты ретроспективно-русского стиля.
По данным переписи 1886 года в Кривошине было 290 жителей.
Согласно Рижскому мирному договору (1921) деревня вошла в состав межвоенной Польши, с 1939 года — в БССР. Последними владельцами имения в 1930-е годы были граф Ярослав Потоцкий и его жена Ирина.

## Инфраструктура
Средняя и музыкальная школы, дошкольное учреждение, больницы, амбулатория, библиотеки, почтовое отделение и др.

## Культура
- Дом культуры
- Историко-краеведческий музей ГУО «Кривошинская средняя школа имени Г. С. Здановича»

## Достопримечательности
- Два археологических кургана[7]
- Покровская церковь. Построена в 1740 году иезуитами как католический храм, в 1863 году перестроена под православную церковь. Памятник архитектуры барокко с элементами ретроспективно-русского стиля[7]. Церковь включена в Государственный список историко-культурных ценностей Республики Беларусь[8] —  Историко-культурная ценность Республики Беларусь, шифр 112Г000476
- Усадьба Потоцких. Усадебный дом и прочие постройки утрачены. Сохранились лишь погреб и усадебный парк.
- Кладбище солдат Первой мировой войны

### Памятник, скульптура
- Мемориальный камень участникам восстания 1863—1864 годов. Установлен в лесу, неподалёку от деревни, на месте боя повстанцев с царской армией в 1863 году[7]
- Памятник солдатам Первой мировой войны
- Братская могила советских воинов и партизан. В 1957 году установлен памятник[7]
- Мемориальный знак Яну Чечоту. Расположен в парке бывшей усадьбы.
- Мемориальная доска Герою Советского Союза Г. С. Здановичу

### Памятник природы, заказник
- «Парк Репихово» — ботанический памятник природы местного значения. Расположен в 1 км на юго-восток от деревни Кривошин.

## Известные уроженцы
- Зданович, Гавриил Станиславович — советский военачальник, генерал-майор. Герой Советского Союза.